# 大头串铃草
大头串铃草（学名：Phlomis mongolica var. macrocephala）为唇形科糙苏属下的一个变种。